# Eleições presidenciais de 2016 em Leiria

## Resultados Oficiais
| Candidato               | Candidato                | Votos   | %               |
| ----------------------- | ------------------------ | ------- | --------------- |
|                         | Marcelo Rebelo de Sousa  | 39 435  | 65,21 / 100,00  |
|                         | António Sampaio da Nóvoa | 8 939   | 14,78 / 100,00  |
|                         | Marisa Matias            | 5 352   | 8,85 / 100,00   |
|                         | Vitorino Silva           | 1 670   | 2,76 / 100,00   |
|                         | Maria de Belém Roseira   | 1 464   | 2,42 / 100,00   |
|                         | Paulo de Morais          | 1 294   | 2,14 / 100,00   |
|                         | Henrique Neto            | 1 158   | 1,91 / 100,00   |
|                         | Edgar Silva              | 603     | 1,00 / 100,00   |
|                         | Cândido Ferreira         | 430     | 0,71 / 100,00   |
|                         | Jorge Sequeira           | 129     | 0,21 / 100,00   |
| Votos Inválidos         | Votos Inválidos          | 1 680   | 2,70 / 100,00   |
| Total                   | Total                    | 62 154  | 100,00 / 100,00 |
| Eleitorado/Participação | Eleitorado/Participação  | 113 189 | 54,91 / 100,00  |

## Resultados por Freguesia
Os resultados dos candidatos por freguesia foram os seguintes:
| Freguesia                         | %     | %     | %     | %    | %    | %    | %    | %    | %    | %    | Votantes |
| Freguesia                         | MRS   | ASN   | MM    | VS   | MBR  | PM   | HN   | ES   | CF   | JS   | Votantes |
| --------------------------------- | ----- | ----- | ----- | ---- | ---- | ---- | ---- | ---- | ---- | ---- | -------- |
| Amor                              | 60,08 | 15,09 | 11,97 | 2,93 | 2,79 | 1,56 | 2,22 | 1,32 | 1,89 | 0,14 | 2 184    |
| Arrabal                           | 74,18 | 11,03 | 6,16  | 2,19 | 1,10 | 2,88 | 0,96 | 0,48 | 0,89 | 0,14 | 1 500    |
| Bajouca                           | 85,56 | 3,47  | 3,38  | 3,30 | 1,57 | 0,91 | 0,74 | 0,50 | 0,33 | 0,25 | 1 239    |
| Bidoeira de Cima                  | 85,30 | 4,27  | 4,35  | 3,53 | 0,66 | 0,99 | 0,66 | 0,08 | 0,16 | 0    | 1 255    |
| Caranguejeira                     | 83,05 | 5,96  | 4,52  | 1,71 | 1,21 | 1,25 | 1,21 | 0,51 | 0,55 | 0,04 | 2 640    |
| Coimbrão                          | 62,78 | 13,88 | 6,27  | 5,41 | 4,67 | 1,23 | 3,19 | 1,60 | 0,74 | 0,25 | 844      |
| Colmeias e Memória                | 80,65 | 6,14  | 5,21  | 1,86 | 2,12 | 1,81 | 1,29 | 0,15 | 0,52 | 0,26 | 1 986    |
| Leiria, Pousos, Barreira e Cortes | 58,93 | 19,01 | 9,90  | 2,58 | 2,42 | 2,73 | 2,45 | 1,08 | 0,66 | 0,23 | 15 612   |
| Maceira                           | 57,22 | 18,87 | 9,56  | 3,68 | 3,45 | 1,85 | 2,92 | 1,53 | 0,72 | 0,19 | 4 844    |
| Marrazes e Barosa                 | 56,10 | 19,69 | 11,93 | 2,98 | 2,30 | 2,81 | 1,96 | 1,38 | 0,60 | 0,25 | 10 193   |
| Milagres                          | 73,50 | 11,17 | 5,59  | 3,72 | 1,58 | 1,65 | 1,22 | 0,43 | 0,86 | 0,29 | 1 438    |
| Monte Real e Carvide              | 59,30 | 16,90 | 11,28 | 3,32 | 3,39 | 1,58 | 2,07 | 1,28 | 0,72 | 0,15 | 2 736    |
| Monte Redondo e Carreira          | 69,28 | 10,83 | 8,13  | 3,89 | 2,58 | 1,62 | 1,46 | 1,27 | 0,66 | 0,27 | 2 693    |
| Parceiros e Azoia                 | 60,09 | 17,09 | 10,99 | 2,85 | 2,85 | 1,83 | 2,16 | 1,00 | 0,89 | 0,25 | 3 704    |
| Regueira de Pontes                | 68,22 | 14,47 | 7,42  | 2,56 | 2,11 | 1,37 | 1,01 | 1,01 | 1,65 | 0,18 | 1 130    |
| Santa Catarina da Serra e Chainça | 81,71 | 5,83  | 4,63  | 2,18 | 1,40 | 1,97 | 1,12 | 0,53 | 0,49 | 0,14 | 2 925    |
| Santa Eufémia e Boa Vista         | 79,19 | 7,33  | 4,88  | 2,85 | 1,00 | 1,99 | 1,18 | 0,50 | 0,95 | 0,14 | 2 272    |
| Souto da Carpalhosa e Ortigosa    | 75,39 | 8,80  | 6,90  | 2,67 | 2,01 | 1,70 | 1,25 | 0,42 | 0,49 | 0,38 | 2 959    |
| Leiria                            | 65,21 | 14,78 | 8,85  | 2,76 | 2,42 | 2,14 | 1,91 | 1,00 | 0,71 | 0,21 | 62 154   |

#### Amor
| Candidato               | Candidato                | Votos | %               |
| ----------------------- | ------------------------ | ----- | --------------- |
|                         | Marcelo Rebelo de Sousa  | 1 270 | 60,08 / 100,00  |
|                         | António Sampaio da Nóvoa | 319   | 15,09 / 100,00  |
|                         | Marisa Matias            | 253   | 11,97 / 100,00  |
|                         | Vitorino Silva           | 62    | 2,93 / 100,00   |
|                         | Maria de Belém Roseira   | 59    | 2,79 / 100,00   |
|                         | Henrique Neto            | 47    | 2,22 / 100,00   |
|                         | Cândido Ferreira         | 40    | 1,89 / 100,00   |
|                         | Paulo de Morais          | 33    | 1,56 / 100,00   |
|                         | Edgar Silva              | 28    | 1,32 / 100,00   |
|                         | Jorge Sequeira           | 3     | 0,14 / 100,00   |
| Votos Inválidos         | Votos Inválidos          | 70    | 3,21 / 100,00   |
| Total                   | Total                    | 2 184 | 100,00 / 100,00 |
| Eleitorado/Participação | Eleitorado/Participação  | 4 127 | 52,92 / 100,00  |

#### Arrabal
| Candidato               | Candidato                | Votos | %               |
| ----------------------- | ------------------------ | ----- | --------------- |
|                         | Marcelo Rebelo de Sousa  | 1 083 | 74,18 / 100,00  |
|                         | António Sampaio da Nóvoa | 161   | 11,03 / 100,00  |
|                         | Marisa Matias            | 90    | 6,16 / 100,00   |
|                         | Paulo de Morais          | 42    | 2,88 / 100,00   |
|                         | Vitorino Silva           | 32    | 2,19 / 100,00   |
|                         | Maria de Belém Roseira   | 16    | 1,10 / 100,00   |
|                         | Henrique Neto            | 14    | 0,96 / 100,00   |
|                         | Cândido Ferreira         | 13    | 0,89 / 100,00   |
|                         | Edgar Silva              | 7     | 0,48 / 100,00   |
|                         | Jorge Sequeira           | 2     | 0,14 / 100,00   |
| Votos Inválidos         | Votos Inválidos          | 40    | 2,66 / 100,00   |
| Total                   | Total                    | 1 500 | 100,00 / 100,00 |
| Eleitorado/Participação | Eleitorado/Participação  | 2 499 | 60,02 / 100,00  |

#### Bajouca
| Candidato               | Candidato                | Votos | %               |
| ----------------------- | ------------------------ | ----- | --------------- |
|                         | Marcelo Rebelo de Sousa  | 1 037 | 85,56 / 100,00  |
|                         | António Sampaio da Nóvoa | 42    | 3,47 / 100,00   |
|                         | Marisa Matias            | 41    | 3,38 / 100,00   |
|                         | Vitorino Silva           | 40    | 3,30 / 100,00   |
|                         | Maria de Belém Roseira   | 19    | 1,57 / 100,00   |
|                         | Paulo de Morais          | 11    | 0,91 / 100,00   |
|                         | Henrique Neto            | 9     | 0,74 / 100,00   |
|                         | Edgar Silva              | 6     | 0,50 / 100,00   |
|                         | Cândido Ferreira         | 4     | 0,33 / 100,00   |
|                         | Jorge Sequeira           | 3     | 0,25 / 100,00   |
| Votos Inválidos         | Votos Inválidos          | 27    | 2,18 / 100,00   |
| Total                   | Total                    | 1 239 | 100,00 / 100,00 |
| Eleitorado/Participação | Eleitorado/Participação  | 1 869 | 66,29 / 100,00  |

#### Bidoeira de Cima
| Candidato               | Candidato                | Votos | %               |
| ----------------------- | ------------------------ | ----- | --------------- |
|                         | Marcelo Rebelo de Sousa  | 1 039 | 85,30 / 100,00  |
|                         | Marisa Matias            | 53    | 4,35 / 100,00   |
|                         | António Sampaio da Nóvoa | 52    | 4,27 / 100,00   |
|                         | Vitorino Silva           | 43    | 3,53 / 100,00   |
|                         | Paulo de Morais          | 12    | 0,99 / 100,00   |
|                         | Maria de Belém Roseira   | 8     | 0,66 / 100,00   |
|                         | Henrique Neto            | 8     | 0,66 / 100,00   |
|                         | Cândido Ferreira         | 2     | 0,16 / 100,00   |
|                         | Edgar Silva              | 1     | 0,08 / 100,00   |
|                         | Jorge Sequeira           | 0     | 0,00 / 100,00   |
| Votos Inválidos         | Votos Inválidos          | 37    | 2,94 / 100,00   |
| Total                   | Total                    | 1 255 | 100,00 / 100,00 |
| Eleitorado/Participação | Eleitorado/Participação  | 2 104 | 59,65 / 100,00  |

#### Caranguejeira
| Candidato               | Candidato                | Votos | %               |
| ----------------------- | ------------------------ | ----- | --------------- |
|                         | Marcelo Rebelo de Sousa  | 2 132 | 83,05 / 100,00  |
|                         | António Sampaio da Nóvoa | 153   | 5,96 / 100,00   |
|                         | Marisa Matias            | 116   | 4,52 / 100,00   |
|                         | Vitorino Silva           | 44    | 1,71 / 100,00   |
|                         | Paulo de Morais          | 32    | 1,25 / 100,00   |
|                         | Maria de Belém Roseira   | 31    | 1,21 / 100,00   |
|                         | Henrique Neto            | 31    | 1,21 / 100,00   |
|                         | Cândido Ferreira         | 14    | 0,55 / 100,00   |
|                         | Edgar Silva              | 13    | 0,51 / 100,00   |
|                         | Jorge Sequeira           | 1     | 0,04 / 100,00   |
| Votos Inválidos         | Votos Inválidos          | 73    | 2,77 / 100,00   |
| Total                   | Total                    | 2 640 | 100,00 / 100,00 |
| Eleitorado/Participação | Eleitorado/Participação  | 4 499 | 58,68 / 100,00  |

#### Coimbrão
| Candidato               | Candidato                | Votos | %               |
| ----------------------- | ------------------------ | ----- | --------------- |
|                         | Marcelo Rebelo de Sousa  | 511   | 62,78 / 100,00  |
|                         | António Sampaio da Nóvoa | 113   | 13,88 / 100,00  |
|                         | Marisa Matias            | 51    | 6,27 / 100,00   |
|                         | Vitorino Silva           | 44    | 5,41 / 100,00   |
|                         | Maria de Belém Roseira   | 38    | 4,67 / 100,00   |
|                         | Henrique Neto            | 26    | 3,19 / 100,00   |
|                         | Edgar Silva              | 13    | 1,60 / 100,00   |
|                         | Paulo de Morais          | 10    | 1,23 / 100,00   |
|                         | Cândido Ferreira         | 6     | 0,74 / 100,00   |
|                         | Jorge Sequeira           | 2     | 0,25 / 100,00   |
| Votos Inválidos         | Votos Inválidos          | 30    | 3,55 / 100,00   |
| Total                   | Total                    | 844   | 100,00 / 100,00 |
| Eleitorado/Participação | Eleitorado/Participação  | 1 752 | 48,17 / 100,00  |

#### Colmeias e Memória
| Candidato               | Candidato                | Votos | %               |
| ----------------------- | ------------------------ | ----- | --------------- |
|                         | Marcelo Rebelo de Sousa  | 1 563 | 80,65 / 100,00  |
|                         | António Sampaio da Nóvoa | 119   | 6,14 / 100,00   |
|                         | Marisa Matias            | 101   | 5,21 / 100,00   |
|                         | Maria de Belém Roseira   | 41    | 2,12 / 100,00   |
|                         | Vitorino Silva           | 36    | 1,86 / 100,00   |
|                         | Paulo de Morais          | 35    | 1,81 / 100,00   |
|                         | Henrique Neto            | 25    | 1,29 / 100,00   |
|                         | Cândido Ferreira         | 10    | 0,52 / 100,00   |
|                         | Jorge Sequeira           | 5     | 0,26 / 100,00   |
|                         | Edgar Silva              | 3     | 0,15 / 100,00   |
| Votos Inválidos         | Votos Inválidos          | 48    | 2,42 / 100,00   |
| Total                   | Total                    | 1 986 | 100,00 / 100,00 |
| Eleitorado/Participação | Eleitorado/Participação  | 4 322 | 45,95 / 100,00  |

#### Leiria, Pousos, Barreira e Cortes
| Candidato               | Candidato                | Votos  | %               |
| ----------------------- | ------------------------ | ------ | --------------- |
|                         | Marcelo Rebelo de Sousa  | 8 974  | 58,93 / 100,00  |
|                         | António Sampaio da Nóvoa | 2 985  | 19,01 / 100,00  |
|                         | Marisa Matias            | 1 507  | 9,90 / 100,00   |
|                         | Paulo de Morais          | 416    | 2,73 / 100,00   |
|                         | Vitorino Silva           | 393    | 2,58 / 100,00   |
|                         | Henrique Neto            | 373    | 2,45 / 100,00   |
|                         | Maria de Belém Roseira   | 369    | 2,42 / 100,00   |
|                         | Edgar Silva              | 165    | 1,08 / 100,00   |
|                         | Cândido Ferreira         | 100    | 0,66 / 100,00   |
|                         | Jorge Sequeira           | 35     | 0,23 / 100,00   |
| Votos Inválidos         | Votos Inválidos          | 385    | 2,47 / 100,00   |
| Total                   | Total                    | 15 612 | 100,00 / 100,00 |
| Eleitorado/Participação | Eleitorado/Participação  | 27 749 | 56,26 / 100,00  |

#### Maceira
| Candidato               | Candidato                | Votos | %               |
| ----------------------- | ------------------------ | ----- | --------------- |
|                         | Marcelo Rebelo de Sousa  | 2 687 | 57,22 / 100,00  |
|                         | António Sampaio da Nóvoa | 886   | 18,87 / 100,00  |
|                         | Marisa Matias            | 449   | 9,56 / 100,00   |
|                         | Vitorino Silva           | 173   | 3,68 / 100,00   |
|                         | Maria de Belém Roseira   | 162   | 3,45 / 100,00   |
|                         | Henrique Neto            | 137   | 2,92 / 100,00   |
|                         | Paulo de Morais          | 87    | 1,85 / 100,00   |
|                         | Edgar Silva              | 72    | 1,53 / 100,00   |
|                         | Cândido Ferreira         | 34    | 0,72 / 100,00   |
|                         | Jorge Sequeira           | 9     | 0,19 / 100,00   |
| Votos Inválidos         | Votos Inválidos          | 148   | 3,05 / 100,00   |
| Total                   | Total                    | 4 844 | 100,00 / 100,00 |
| Eleitorado/Participação | Eleitorado/Participação  | 8 592 | 56,38 / 100,00  |

#### Marrazes e Barosa
| Candidato               | Candidato                | Votos  | %               |
| ----------------------- | ------------------------ | ------ | --------------- |
|                         | Marcelo Rebelo de Sousa  | 5 576  | 56,10 / 100,00  |
|                         | António Sampaio da Nóvoa | 1 957  | 19,69 / 100,00  |
|                         | Marisa Matias            | 1 186  | 11,93 / 100,00  |
|                         | Maria de Belém Roseira   | 296    | 2,98 / 100,00   |
|                         | Paulo de Morais          | 279    | 2,81 / 100,00   |
|                         | Vitorino Silva           | 229    | 2,30 / 100,00   |
|                         | Henrique Neto            | 195    | 1,96 / 100,00   |
|                         | Edgar Silva              | 137    | 1,38 / 100,00   |
|                         | Cândido Ferreira         | 60     | 0,60 / 100,00   |
|                         | Jorge Sequeira           | 25     | 0,25 / 100,00   |
| Votos Inválidos         | Votos Inválidos          | 253    | 2,48 / 100,00   |
| Total                   | Total                    | 10 193 | 100,00 / 100,00 |
| Eleitorado/Participação | Eleitorado/Participação  | 20 771 | 49,07 / 100,00  |

#### Milagres
| Candidato               | Candidato                | Votos | %               |
| ----------------------- | ------------------------ | ----- | --------------- |
|                         | Marcelo Rebelo de Sousa  | 1 026 | 73,50 / 100,00  |
|                         | António Sampaio da Nóvoa | 156   | 11,17 / 100,00  |
|                         | Marisa Matias            | 78    | 5,59 / 100,00   |
|                         | Vitorino Silva           | 52    | 3,72 / 100,00   |
|                         | Paulo de Morais          | 23    | 1,65 / 100,00   |
|                         | Maria de Belém Roseira   | 22    | 1,58 / 100,00   |
|                         | Henrique Neto            | 17    | 1,22 / 100,00   |
|                         | Cândido Ferreira         | 12    | 0,86 / 100,00   |
|                         | Edgar Silva              | 6     | 0,43 / 100,00   |
|                         | Jorge Sequeira           | 4     | 0,29 / 100,00   |
| Votos Inválidos         | Votos Inválidos          | 42    | 2,92 / 100,00   |
| Total                   | Total                    | 1 438 | 100,00 / 100,00 |
| Eleitorado/Participação | Eleitorado/Participação  | 2 896 | 49,65 / 100,00  |

#### Monte Real e Carvide
| Candidato               | Candidato                | Votos | %               |
| ----------------------- | ------------------------ | ----- | --------------- |
|                         | Marcelo Rebelo de Sousa  | 1 572 | 59,30 / 100,00  |
|                         | António Sampaio da Nóvoa | 448   | 16,90 / 100,00  |
|                         | Marisa Matias            | 299   | 11,28 / 100,00  |
|                         | Maria de Belém Roseira   | 90    | 3,39 / 100,00   |
|                         | Vitorino Silva           | 88    | 3,32 / 100,00   |
|                         | Henrique Neto            | 55    | 2,07 / 100,00   |
|                         | Paulo de Morais          | 42    | 1,58 / 100,00   |
|                         | Edgar Silva              | 34    | 1,28 / 100,00   |
|                         | Cândido Ferreira         | 19    | 0,72 / 100,00   |
|                         | Jorge Sequeira           | 4     | 0,15 / 100,00   |
| Votos Inválidos         | Votos Inválidos          | 85    | 3,15 / 100,00   |
| Total                   | Total                    | 2 736 | 100,00 / 100,00 |
| Eleitorado/Participação | Eleitorado/Participação  | 5 175 | 52,87 / 100,00  |

#### Monte Redondo e Carreira
| Candidato               | Candidato                | Votos | %               |
| ----------------------- | ------------------------ | ----- | --------------- |
|                         | Marcelo Rebelo de Sousa  | 1 797 | 69,28 / 100,00  |
|                         | António Sampaio da Nóvoa | 281   | 10,83 / 100,00  |
|                         | Marisa Matias            | 211   | 8,13 / 100,00   |
|                         | Vitorino Silva           | 101   | 3,89 / 100,00   |
|                         | Maria de Belém Roseira   | 67    | 2,58 / 100,00   |
|                         | Paulo de Morais          | 42    | 1,62 / 100,00   |
|                         | Henrique Neto            | 38    | 1,46 / 100,00   |
|                         | Edgar Silva              | 33    | 1,27 / 100,00   |
|                         | Cândido Ferreira         | 17    | 0,66 / 100,00   |
|                         | Jorge Sequeira           | 7     | 0,27 / 100,00   |
| Votos Inválidos         | Votos Inválidos          | 99    | 3,67 / 100,00   |
| Total                   | Total                    | 2 693 | 100,00 / 100,00 |
| Eleitorado/Participação | Eleitorado/Participação  | 5 086 | 52,95 / 100,00  |

#### Parceiros e Azoia
| Candidato               | Candidato                | Votos | %               |
| ----------------------- | ------------------------ | ----- | --------------- |
|                         | Marcelo Rebelo de Sousa  | 2 170 | 60,09 / 100,00  |
|                         | António Sampaio da Nóvoa | 617   | 17,09 / 100,00  |
|                         | Marisa Matias            | 397   | 10,99 / 100,00  |
|                         | Vitorino Silva           | 103   | 2,85 / 100,00   |
|                         | Maria de Belém Roseira   | 103   | 2,85 / 100,00   |
|                         | Henrique Neto            | 78    | 2,16 / 100,00   |
|                         | Paulo de Morais          | 66    | 1,83 / 100,00   |
|                         | Edgar Silva              | 36    | 1,00 / 100,00   |
|                         | Cândido Ferreira         | 32    | 0,89 / 100,00   |
|                         | Jorge Sequeira           | 9     | 0,25 / 100,00   |
| Votos Inválidos         | Votos Inválidos          | 93    | 2,51 / 100,00   |
| Total                   | Total                    | 3 704 | 100,00 / 100,00 |
| Eleitorado/Participação | Eleitorado/Participação  | 6 178 | 59,95 / 100,00  |

#### Regueira de Pontes
| Candidato               | Candidato                | Votos | %               |
| ----------------------- | ------------------------ | ----- | --------------- |
|                         | Marcelo Rebelo de Sousa  | 745   | 68,22 / 100,00  |
|                         | António Sampaio da Nóvoa | 158   | 14,47 / 100,00  |
|                         | Marisa Matias            | 81    | 7,42 / 100,00   |
|                         | Vitorino Silva           | 28    | 2,56 / 100,00   |
|                         | Maria de Belém Roseira   | 23    | 2,11 / 100,00   |
|                         | Cândido Ferreira         | 18    | 1,65 / 100,00   |
|                         | Paulo de Morais          | 15    | 1,37 / 100,00   |
|                         | Henrique Neto            | 11    | 1,01 / 100,00   |
|                         | Edgar Silva              | 11    | 1,01 / 100,00   |
|                         | Jorge Sequeira           | 2     | 0,18 / 100,00   |
| Votos Inválidos         | Votos Inválidos          | 38    | 3,36 / 100,00   |
| Total                   | Total                    | 1 130 | 100,00 / 100,00 |
| Eleitorado/Participação | Eleitorado/Participação  | 1 924 | 58,73 / 100,00  |

#### Santa Catarina da Serra e Chainça
| Candidato               | Candidato                | Votos | %               |
| ----------------------- | ------------------------ | ----- | --------------- |
|                         | Marcelo Rebelo de Sousa  | 2 327 | 81,71 / 100,00  |
|                         | António Sampaio da Nóvoa | 166   | 5,83 / 100,00   |
|                         | Marisa Matias            | 132   | 4,63 / 100,00   |
|                         | Vitorino Silva           | 62    | 2,18 / 100,00   |
|                         | Paulo de Morais          | 56    | 1,97 / 100,00   |
|                         | Maria de Belém Roseira   | 40    | 1,40 / 100,00   |
|                         | Henrique Neto            | 32    | 1,12 / 100,00   |
|                         | Edgar Silva              | 15    | 0,53 / 100,00   |
|                         | Cândido Ferreira         | 14    | 0,49 / 100,00   |
|                         | Jorge Sequeira           | 4     | 0,14 / 100,00   |
| Votos Inválidos         | Votos Inválidos          | 77    | 2,64 / 100,00   |
| Total                   | Total                    | 2 925 | 100,00 / 100,00 |
| Eleitorado/Participação | Eleitorado/Participação  | 4 405 | 66,40 / 100,00  |

#### Santa Eufémia e Boa Vista
| Candidato               | Candidato                | Votos | %               |
| ----------------------- | ------------------------ | ----- | --------------- |
|                         | Marcelo Rebelo de Sousa  | 1 751 | 79,19 / 100,00  |
|                         | António Sampaio da Nóvoa | 162   | 7,33 / 100,00   |
|                         | Marisa Matias            | 108   | 4,88 / 100,00   |
|                         | Vitorino Silva           | 63    | 2,85 / 100,00   |
|                         | Paulo de Morais          | 44    | 1,99 / 100,00   |
|                         | Henrique Neto            | 26    | 1,18 / 100,00   |
|                         | Maria de Belém Roseira   | 22    | 1,00 / 100,00   |
|                         | Cândido Ferreira         | 21    | 0,95 / 100,00   |
|                         | Edgar Silva              | 11    | 0,50 / 100,00   |
|                         | Jorge Sequeira           | 3     | 0,14 / 100,00   |
| Votos Inválidos         | Votos Inválidos          | 71    | 2,68 / 100,00   |
| Total                   | Total                    | 2 272 | 100,00 / 100,00 |
| Eleitorado/Participação | Eleitorado/Participação  | 3 915 | 58,03 / 100,00  |

#### Souto da Carpalhosa e Ortigosa
| Candidato               | Candidato                | Votos | %               |
| ----------------------- | ------------------------ | ----- | --------------- |
|                         | Marcelo Rebelo de Sousa  | 2 175 | 75,39 / 100,00  |
|                         | António Sampaio da Nóvoa | 254   | 8,80 / 100,00   |
|                         | Marisa Matias            | 199   | 6,90 / 100,00   |
|                         | Vitorino Silva           | 77    | 2,67 / 100,00   |
|                         | Maria de Belém Roseira   | 58    | 2,01 / 100,00   |
|                         | Paulo de Morais          | 49    | 1,70 / 100,00   |
|                         | Henrique Neto            | 36    | 1,25 / 100,00   |
|                         | Cândido Ferreira         | 14    | 0,49 / 100,00   |
|                         | Edgar Silva              | 12    | 0,42 / 100,00   |
|                         | Jorge Sequeira           | 11    | 0,38 / 100,00   |
| Votos Inválidos         | Votos Inválidos          | 74    | 2,50 / 100,00   |
| Total                   | Total                    | 2 959 | 100,00 / 100,00 |
| Eleitorado/Participação | Eleitorado/Participação  | 5 326 | 55,56 / 100,00  |